# Banda de 70cm
Primera banda UHF, la banda de 70cm tiene la característica de compartir segmentos de la banda con otros servicios y aplicaciones, como puertas de garajes, transmisores de radio para conferencias, dispositivos inalámbricos de difusión de TV y radio para uso doméstico.

## Uso
Banda UHF, tiene 10 MHz (en España 430 a 440MHz) de ancho de banda, compartidos o exclusivos, en los cuales los radioaficionados deben compartir algunas frecuencias con repetidores domésticos de TV o bien controles remotos de garajes.
Pese a eso, es una banda en la cual se puede hacer DX. Pueden alcanzarse varios cientos de kilómetros en condiciones favorables, a condición de tener equipos potentes y redes de antenas para aumentar la ganancia.
Esta banda está por debajo de las frecuencias UHF de televisión

## Antenas
Las antenas son portables y de tamaño sumamente razonable; una antena vertical del tipo cuarto de onda para un vehículo mide apenas diecisiete centímetros de alto. Las antenas verticales bi-banda para la Banda de 2m y la banda de 70cm son sumamente comunes, tanto J-Poles como antenas cuarto de onda.
Por convención, en el modo F3E (telefonía por frecuencia modulada) se utiliza la polarización vertical, que es la polarización natural cuando se usan antenas verticales en móviles. Para el DX, se utiliza la polarización horizontal, en la cual las antenas más utilizadas son las antenas direccionales: Yagis, HB9CV, dipolos.

## Propagación
No todos los modos de propagación existen. La propagación es caprichosa y depende de muchos factores, como por ejemplo, la existencia de una inversión de temperatura en la estratósfera. Por lo general, a causa de las inversiones de temperatura, la propagación es favorable durante la mañana y en verano; también existen condiciones favorables durante las auroras boreales (donde por la gran distorsión, se usa la telegrafía de baja velocidad).

## Ancho de banda

### Región 1
En la Región 1 IARU: de 430 a 440 MHz.

### En España
En España sólo está autorizada la Banda de 430-440MHz. 
El segmento de 431 MHz es usado para entradas de repetidor (Uplink) y el segmento de 438-439, para Salidas de Repetidor (DownLink).
La banda de 446.006,25 a 446.100 está asignada al servicio PMR 446 de equipos sin licencia (500 mW PAR) en 8 canales con separación 12.5 kHz, y por lo tanto no es una banda de radioaficionados.
A partir del 1 de enero de 2018 en España, la banda de frecuencias se amplía de 446,0 a 446,2 MHz. La canalización, es de 6,25 kHz en modos digitales y de 12,5 kHz para modo analógico o digital (DMR). 
Se han asignado 8 canales a la modulación analógica, cubriendo un total de 16 canales, comprendidos entre el 1 y 16 respectivamente.

### Región 2
En la Región 2 IARU: de 430 a 440 MHz.

### Subbandas
- 420.00 - 426.00 MHz TV radioaficionado, repetidora o simplex, o bien experimental (no en España)
- 426.00 - 432.00 MHz TV radioaficionado, simplex (no en España)
- 432.00 - 432.07 MHz CW EME, (Reflector lunar)
- 432.07 - 432.10 MHz CW señales débiles
- 432.10 MHz Frecuencia de llamado (CQ) de la banda de 70cm
- 432.10 - 432.30 MHz Señales débiles y modos mixtos
- 432.30 - 432.40 MHz Balizas de monitoreo de propagación
- 432.40 - 433.00 MHz Señales débiles y modos mixtos
- 433.00 - 435.00 MHz Auxiliar / vínculos de repetidoras
- 435.00 - 438.00 MHz Reservado para tráfico internacional vía satélite
- 438.00 - 444.00 MHz Repetidores TV radioaficionado - entrada y vínculos de repetidores.
- 442.00 - 445.00 MHz Entradas y salidas de repetidores (opción local)
- 445.00 - 447.00 MHz Frecuencias compartidas por vínculos auxiliares y de control, repetidores y contactos simplex (opción local)
- 446.00 MHz Frecuencia simplex nacional (Estados Unidos)
- 447.00 - 450.00 MHz Entradas y salidas de repetidores (opción local)
- 462.55 - 467.71 MHz Entrada y salida de portátil (opción local)

### Región 3
En la Región 3 IARU: de 430 a 440 MHz.

## Páginas de propagación en 70cm en tiempo real
- Mapas de propagación en tiempo real
- Ticker de propagación en VHF-UHF en tiempo real

- Datos: Q261205